# Jenynsia pygogramma
Jenynsia pygogramma és una espècie de peix pertanyent a la família dels anablèpids.

## Descripció
Pot arribar a fer 6 cm de llargària màxima.

## Hàbitat
És un peix d'aigua dolça, bentopelàgic i de clima temperat.

## Distribució geogràfica
Es troba a Sud-amèrica a la conca del riu Dulce a l'oest de l'Argentina.

## Observacions
És inofensiu per als humans.